# Peter Ward (calciatore)
Peter Ward (Derby, 27 luglio 1955) è un ex calciatore inglese.

## Carriera

### Club
Inizia la carriera agonistica nel Burton Albion e nel 1975 passa al Brighton & Hove, militante nella terza divisione inglese.
Cn il Brighton Ward ottenne la promozione in cadetteria al termine della Third Division 1976-1977. Nella stagione seguente ottenne il quarto posto, perdendo la promozione in massima serie pur essendo giunti a pari punti con il Tottenham Hotspur, piazzato terzo, e quindi promosso, grazie alla migliore differenza reti.
La promozione in massima serie giunse comunque l'annata successiva grazie al secondo posto ottenuto.
Nella prima stagione in massima serie Ward con la sua squadra ottenne il sedicesimo posto finale. Nella stessa stagione fu convocato anche nella nazionale inglese.
Nella stagione 1980-1981 Ward venne ingaggiato dal Nottingham Forest, vincitore della Coppa dei Campioni 1979-1980. Nella prima stagione con il Forest, dopo aver giocato da titolare e perso la Supercoppa UEFA 1980, fu eliminato ai sedicesimi di finale della Coppa Campioni dai bulgari del CSKA Sofia, mentre in campionato giunse settimo perdendo l'accesso alla Coppa UEFA 1981-1982 a causa della differenza reti peggiore rispetto al Southampton.
Nella stagione 1981-1982 Ward con la sua squadra ottiene il dodicesimo posto.
L'anno seguente lo inizia in forza al Forest ma a stagione in corso viene ceduto agli statunitensi del Seattle Sounders, con cui giunse alla finale della North American Soccer League 1982, perdendola contro i New York Cosmos.
Ottenne però il titolo individuale di miglior giocatore del torneo.
Ritornato in Inghilterra, fu ceduto in prestito alla sua vecchia squadra, il Brighton & Hove, che non riuscì a salvare dalla retrocessione in cadetteria al termine della stagione 1982-1983.
Nella stagione 1983 tornò, sempre in prestito al Seattle Sounders, con cui ottenne il terzo posto della Western Division.
La stagione seguente, ultima edizione della NASL, passò al Vancouver Whitecaps, con cui raggiunse le semifinali del torneo.
Chiusa l'esperienza della NASL, milita in vari club, tra cui i Tampa Bay Rowdies, che giocano nei campionati indoor nordamericani.

### Nazionale
Ward ha disputato un unico incontro con la nazionale inglese, cioè un'amichevole contro l'Australia, terminata 2-1 per i Three Lions.

#### Cronologia presenze e reti in Nazionale
| Cronologia completa delle presenze e delle reti in nazionale ― Inghilterra | Cronologia completa delle presenze e delle reti in nazionale ― Inghilterra | Cronologia completa delle presenze e delle reti in nazionale ― Inghilterra | Cronologia completa delle presenze e delle reti in nazionale ― Inghilterra | Cronologia completa delle presenze e delle reti in nazionale ― Inghilterra | Cronologia completa delle presenze e delle reti in nazionale ― Inghilterra | Cronologia completa delle presenze e delle reti in nazionale ― Inghilterra | Cronologia completa delle presenze e delle reti in nazionale ― Inghilterra |
| Data                                                                       | Città                                                                      | In casa                                                                    | Risultato                                                                  | Ospiti                                                                     | Competizione                                                               | Reti                                                                       | Note                                                                       |
| -------------------------------------------------------------------------- | -------------------------------------------------------------------------- | -------------------------------------------------------------------------- | -------------------------------------------------------------------------- | -------------------------------------------------------------------------- | -------------------------------------------------------------------------- | -------------------------------------------------------------------------- | -------------------------------------------------------------------------- |
| 31-5-1980                                                                  | Sydney                                                                     | Australia                                                                  | 1 – 2                                                                      | Inghilterra                                                                | Amichevole                                                                 | -                                                                          |                                                                            |
| Totale                                                                     |                                                                            | Presenze                                                                   | 1                                                                          |                                                                            | Reti                                                                       | 0                                                                          |                                                                            |

## Palmarès

### Individuale
- Capocannoniere della Third Division: 1

1976-1977 (32 reti)